# Republica Congo
Republica Congo (franceză République du Congo; Kongo: Repubilika ya Kongo; Lingala: Republiki ya Kongó), cunoscută și ca Republica Congo, Congo de Vest, Congo-Brazzaville sau simplu Congo, este o țara situată în Africa Centrală. Este mărginită de cinci țări: Gabon și Oceanul Atlantic la vest; Camerun în partea de nord-vest; Republica Centrafricană la nord-est; Republica Democrată Congo în partea de est și de sud; și de exclava angoleză Cabinda în partea de sud-vest.
Regiunea a fost dominată de triburi vorbitoare de limba Bantu, care au construit căi de comerț înspre Bazinul Fluviului Congo. Congo-Brazzaville a fost parte din colonia franceză "Africa Ecuatorială". După obținerea independenței în 1960, colonia "Congo-ul Francez" a devenit Republica Congo. Republica Populară Congo a fost o perioadă de dictatură marxist-leninistă, când exista doar un singur partid în perioada 1970-1991. Alegeri libere la care au participat mai multe partide se țin din 1992, cu toate că un guvern ales democratic a fost demis în anul 1997, în urma Războiul Civil din Republica Congo, și președintele Denis Sasssou Nguesso a condus țara 26 de ani din ultimii 36 de ani, cât a făcut parte din viața politică. 
Stabilitatea politică și dezvoltarea producției de hidrocarburi a făcut din Republica Congo al patrulea cel mai mare producător de petrol din Golful Guinea, oferind țării o relativă prosperitate, în ciuda instabilității din unele zone și distribuirea petrolului neuniform pe cuprinsul țării.  
Țara are cel mai mare aport la PIB din exporturi, însumând 47%.

## Istorie

### Perioada pre-colonială
Populația vorbitoare de Bantu, care au fondat triburi în timpul expansiunii Bantu, au strămutat și absorbit, în mare măsură, primii locuitori ai regiunii, poporul Pigmei, în jurul anului 1500 î.Hr.; Bakongo, un grup etnic Bantu care de asemenea a ocupat părți unde, în prezent, se află Angola, Gabon și Repubica Democrată Congo, au format afinitățile etnice, dar și rivalități între aceste țări. Mai multe regate Bantu — mai notabile: Kongo, Loango, și Teke—au realizat rute comerciale spre bazinul Fluviului Congo.

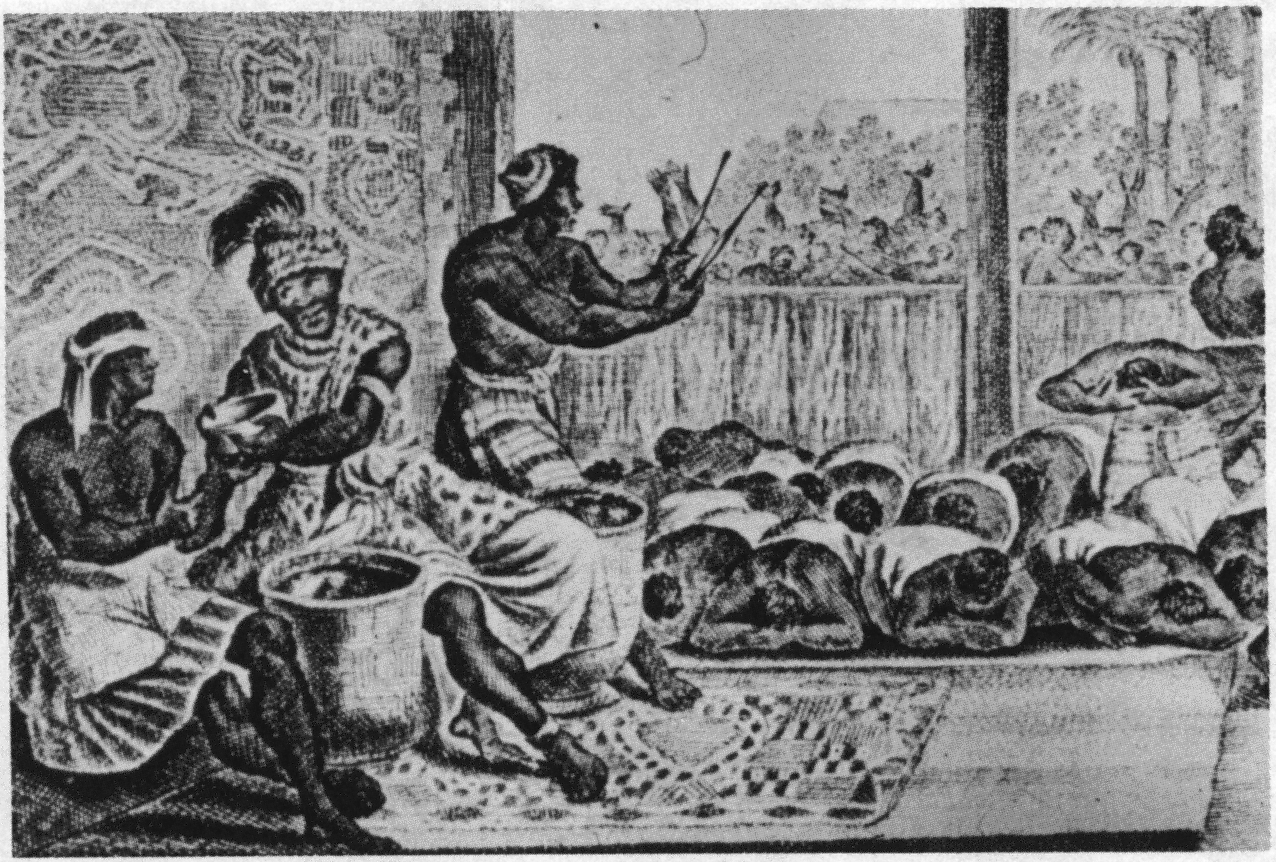
Curtea lui N'Gangue M'voumbe Niambi, din cartea Descrierea Africii (1668)

Exploratorul portughez Diogo Cão a ajuns la gura de vărsare a fluviului Congo în anul 1448. Relațiile comerciale au crescut rapid între Regatele Bantu și negustorii europeni care tranzacționau diferite mărfuri, produse manufacturiere și oameni capturați din hinterlanduri. După ce a fost un centru pentru comerțul transatlantic timp de secole, colonizarea directă de către europeni a Deltei Fluviului Congo a început spre sfârșitul sec al XIX-lea, ulterior erodând puterea populației Bantu din regiune.

### Perioada Colonială Franceză
Zona din nordul fluviului Congo a ajuns sub stăpânire franceză în 1880, în urma tratatului lui Pierre de Brazza cu Regele Makoko din Bateke. Colonia Congo a devenit cunoscută la început drept “Congo-ul Francez”, apoi ca “Congo-ul de Mijloc” în 1903. În 1908, Franța a organizat Africa Ecuatorială Franceză (AEF), care cuprindea Congo-ul de Mijloc, Gabon, Ciad, și Oubangui-Chari (în prezent, Republica Centrafricană). Francezii au pus capitala federală la Brazzaville. Dezvoltarea economică din primii 50 de ani de conducere colonială în Congo s-a centrat pe extracția de resurse naturale. Metodele erau de multe ori brutale: construcția Congo–Ocean Railroad după Primul Război Mondial se estimează că a costat 14.000 de livre.
În timpul Ocupației naziste a Franței din timpul celui de Al Doilea Război mondial, Brazzaville a funcționat drept capitală simbolică a Franței Libere între anii 1940 și 1943. Conferința de la Brazzaville din 1944 anunța o reforma majoră în ceea ce privește politica colonială dusă de către Franța. Congo a profitat de mărirea cheltuielilor administrative și de infrastructura de după război, ca rezultat al locației geografice centrale, dar și pentru că capitala federală a AEF se afla la Brazzaville. A primit și o legislatură locală, după adoptarea constituției din 1946, care a stabilit a A Patra Republică Franceză.
După reviziurea constituției franceze care stabilea A Cincea Republică Franceză în 1958, AEF s-a dizolvat în părțile component ale acesteia, fiecare devenind o colonie autonomă în Comunitatea Franceză. În timpul acestor reforme, Congo de Mijloc a devenit Republica Congo în 1958 și a adoptat prima constituție în 1959. Antagonismul între susținatorul Mbochi, Opangault și Youlou care susținea pe Balalis, a avut drept rezultat o serie de revolte în Brazzaville în Februarie 1959, pe care Armata Franceză le-a stopat.

### Era post-independență

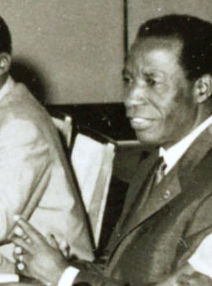
Alphonse Massamba-Débat conducătorul unicului partid din perioada (1963–1968) a încercat să implementeze o politica economică a Socialismului Științific.

Republica Congo a obținut independența totală față de Franța pe 15 august 1960. Fulbert Youlou a condus ca primul președinte al țării până când din cauza unor nemulțumiri din domeniul muncii dar și partidele politice rivale au instigat la o revoltă de trei zile care a dus la înlăturarea lui. Armata Congoleză a preluat conducerea asupra țării și au numit provizoriu un guvern civil condus de către Alphonse Massamba-Débat.
Resentimentele și amărăciunea dintre Baali și populația Mbochi a dus la o revoluție în Brazzaville (Februarie 1959). Armata Franceză a intervenit pentru a înlătura turbulențele. Controversatul conducător, Abbé Fulbert Youlou, primul om de culoare care este ales primar în Africa Ecuatorială Franceză  și “primul președinte al țării” a fost înlăturat în August 1963 în timpul Les Trois Glorieuses care este o referință la revoluția din 1830 cu același nume împotriva lui Charles la X-lea la Franței.
Noi alegeri au avut loc în Aprilie 1959. Pănă când Congo a devenit independentă (August 1960), Jacques Opangault, fostul oponent la lui Youlou, a fost de accord să lucreze cu el. Youlou a devenit primul Președinte al Republicii Congo. Cum tensiunea politică era mare în Pointe-Noire, Youlou a mutat capitala la Brazzaville.

Conform constituției din 1963, Massamba-Débat a fost ales președinte pe o perioadă de cinci ani. În perioada în care Massamba-Débat a fost în funcție regimul a adoptat "socialismul științific" drept ideologie națională constituțională. În 1965, Congo a stabilit relatâții cu Uniunea Sovietică, cu Republica Populară Chineză, Coreea de Nord și Vietnamul de Nord. Regimul lui Massamba-Débat a invitat câteva sute de soldați cubanezi pentru a antrena armata partidului, aceste trupe au ajutat la ramanerea guvernului său în picioare în urma loviturii de stat din 1966 condusă de către paratrupe loiale viitorului președinte Marien Ngouabi. Cu toate acestea, Massamba-Débat nu a fost capabil să reconcilieze diferite instituții, triburi și facțiuni ideologice din țară. Regimul său s-a prăbușit printr-o lovitura de stat din Septembrie 1968 

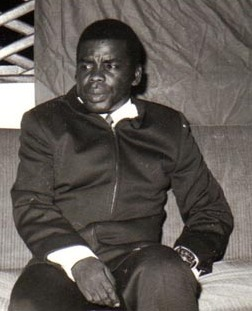
Marien Ngouabi a schimba numele țării în Republica Populară Congo, declarând a fi primul stat Marxist-Leninist din Africa acesta a fost asasinat în 1977.

Marien Ngouabi, care a participat la lovitura de stat și-a asumat președinția pe 31 decembrie 1968. Un an mai târziu Președintele Ngouabi a proclamat Congo ca fiind prima “republică populară” , Republica Populară Congo, și a anunțat decizia Mișcării Revoluționare Naționale decizia de a schimba numele în Partidul Muncitoresc Congolez. Ngouabi a supravețuit unei tentative de lovitură de stat în 1972 dar a fost asasinat pe 16 Martie 1977.  Un Comitet Militar al Partidului format din 11 membrii a fost desemnat să conducă un guvern interimar avându-l pe Joachim Yhombi-Opango drept președinte al republicii. Doi ani mai târziu, Yhombi-Opango a fost înlăturat de la putere și Denis Sassou Nguesso a devenit noul președinte.
Sassou Nguesso a aliniat țara la Blocul Estic și a semnat un pact de douăzeci de ani de prietenie cu Uniunea Sovietică. De-a lungul timpului, Sassou a trebuit să se bazeze mai mult pe represiuni politice și mai puțin pe patronaj pentru a-și menține dictatura.
Pascal Lissouba, care a devenit primul președinte ales din Congo (1992–1997) în timpul perioadei pe pluripartidism democratic, a încercat să implementeze reforme economice cu susținerea FMI pentru liberalizarea economiei. În Iunie 1996 FMI a aprobat 69,5 milioane DST (100 milioane dolari americani) pe o perioadă de trei ani și era pe cale să anunțe o întelegere anuală reînnoită când la jumatatea anilor 1997 în Congo a izbucnit războiul civil.
Progresul democratic din Congo a fost deraiat în 1997 când Lissouba și Sassou au început să se lupte pentru putere în războiul civil. Cum alegerile prezidențiale care erau stabilite pentru Iulie 1997 se apropiau, tensiunile dintre taberele lui Lissouba și Sassou au crescut. Pe 5 Iunie forțele guvernului Președintelui Lissouba au înconjurat campusul lui Sassou din Brazzaville iar Sassou a ordonat miliției sale private (cunoscută ca “Cobrele”) să reziste. Așa a început un conflict de patru luni care a distrus mare parte din Brazzaville și a dus la moartea a zeci de mii de civili. La începutul lui Octombrie, regimul din Angola a început să invadeze Congo pentru a-l pune la putere pe Sassou. Pe la mijlocul lui Octombrie guvernul lui Lissouba a căzut. La scurt timp după aceasta, Sassou s-a declarat președinte.

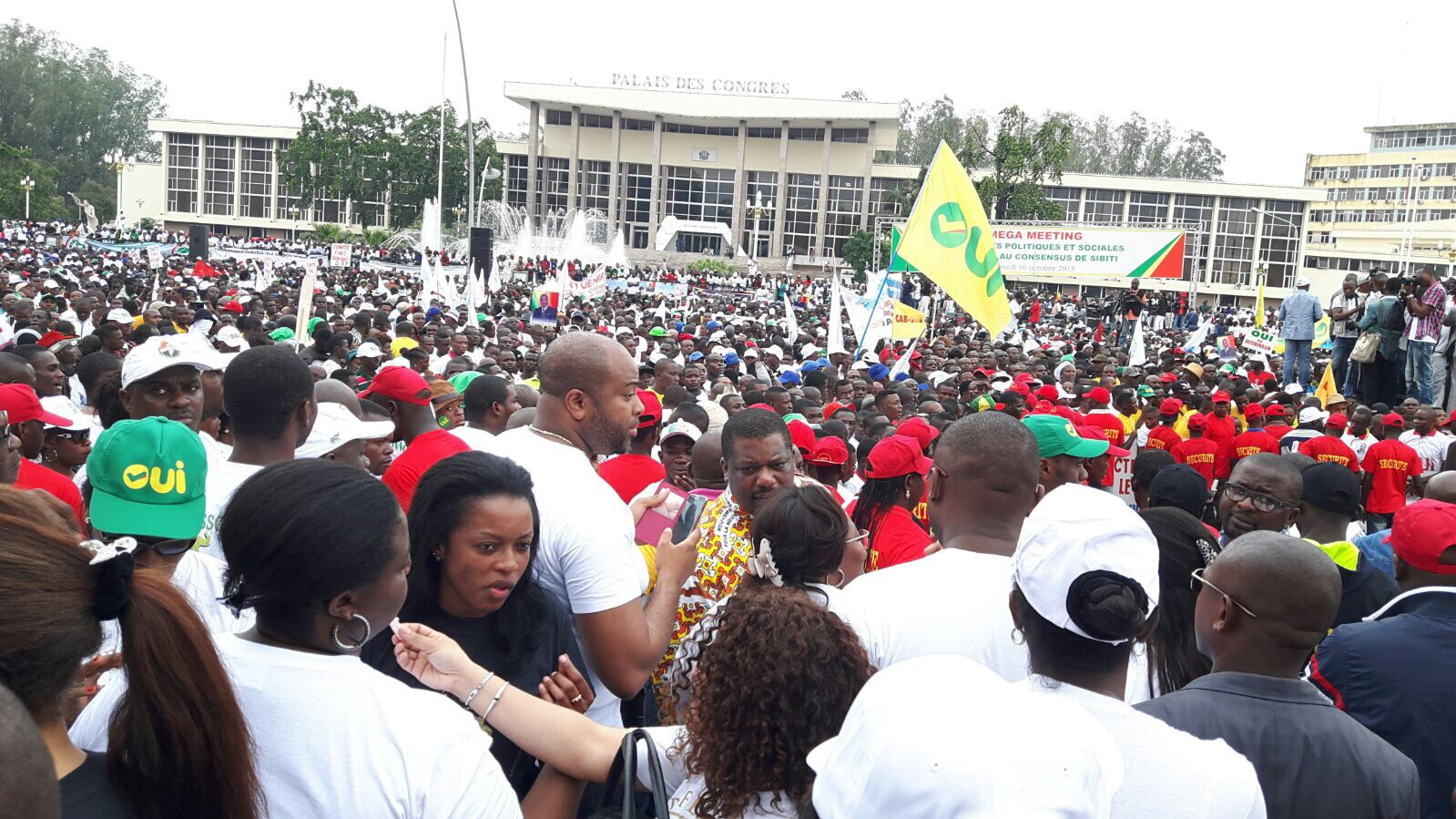
Un protest pro-constitutional in Brazzaville din Octobrie 2015.

La controversatele alegeri din 2002 Sassou a câștigat cu aproximativ 90% din voturi. Principalii săi rivali Lissouba și Bernard Kolelas, au fost impiedicați să candideze iar principalul candidat credibil Andre Milongo, și-a îndemnat sușținătorii să boicoteze alegerile iar pe urmă s-a retras din cursă. O nouă constituție adoptată în urma referendumului din Ianuarie 2002, i-a acordat  președintelui noi puteri extinzându-i mandatul de la cinci la șapte ani, și a introdus o nouă adunare bicamerală. Observatorii internaționali au pus la îndoială organizarea alegerilor prezidențiale și a referendumului constituțional. După alegerile prezidențiale s-au reluat în Regiunea Pool luptele dintre forțele guvernamentale și rebeli conduși de către Pastor Ntumi; un tratat de pace a fost semnat în Aprilie 2003.
Sassou a câștigat de asemenea și urmatoarele alegeri prezidențiale din Iulie 2009  Conform Observatorului Congolez al Drepturilor Omului, o organizație non-guvernamentală, alegerile au fost marcate de o participare “foarte scăzută” de “fraudă și nereguli”. În Martie 2015 Sassou a anunțat că doreste să mai candideze pentru încă un mandat și un referendum constituțional din Octombrie a rezultat în modificarea constituției care i-a permis să candideze la alegerile prezidențiale din 2016.  

## Guvern și politică

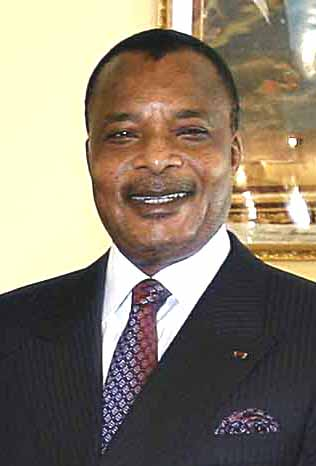
Denis Sassou Nguesso a fost președinte în perioada 1979-1992 și a rămas la puterea încă de când forțele sale rebele l-au înlăturat pe președintele Pascal Lissouba în timpul Războiul Civil din 1997.

Congo-Brazzaville a avut un sistem politic plurupartid încă de la începutul anilor 1990, cu toate că sistemul este dominat de Președintele Denis Sassou Nguesso; care a dus lipsă de competitori serioși la alegerile prezidențiale care au avut loc sub conducerea sa. Sassou Nguesso este susținut de către partidul său Partidul Muncitoresc Congolez (franceză Parti Congolais du Travail) dar și de un număr de alte partide mai mici. 
Regimul lui Sassou a fost cuprins de dezvăluiri ale corupției în ciuda încercărilor de a le cenzura. O investigație franceză a descoperit peste 110 de conturi în banci și mai multe proprietăți în Franta; Sassou a denunțat investigația ca fiind “rasistă” și “colonială”. Numele lui Denis Christel Sassou-Nguesso, fiul lui  Denis Sassou Nguesso, a aparut în Panama Papers.
Pe 27 martie 2015, Sassou Nguesso a  anunțat că guvernul său va organiza un referendum pentru schimbarea constituției din 2002 pentru a i se permite să candideze pentru a treia oară la rând. În 25 Octombrie guvernul a ținut un referendum pentru ai permite lui Sassou Nguesso să candideze la urmatoarele alegeri. Guvernul a afirmat ca propunerea a fost votată de 92% dintre votanți cu o participare de 72% a persoanelor cu drept de vot. Opoziția, care a boicotat referendumul, a afirmat că statisticile guvernului erau false și că votul a fost fals.
Alegerile au ridicat întrebări și au fost însoțite de neliniști civile iar forțele de ordine au tras asupra protestatarilor; cel puțin 18 persoane au fost ucise de către forțele de securitate în timpul protestelor opoziției.

### Media
În 2008, principalele canale mass-media erau deținute de către guvern, dar mult mai multe forme de media private au fost create. Există o televiziune deținută de către guvern și în jur de 10 televiziuni private mai mici.

### Drepturile omului
Mulți Pigmei care aparțin din naștere unor Bantus, este o relație pe care mulți o privesc drept sclavie. Observatorul Drepturilor Omului din Congo spune că Pigmeii sunt tratați ca proprietați așa cum sunt “animalele de companie”. Pe 30 Decembrie 2010, Parlamentul Congolez a adoptat o lege pentru promovarea și protecția drepturilor omului pentru populatiile indigene. Aceasta lege este prima de acest fel din Africa și adoptarea sa este un progres istoric pentru popoarele indigene de pe continent.

## Împărțirea administrativă

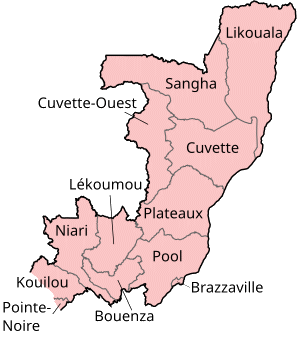
Harta Republicii Congo reprezentănd cele 12 departamente.

Republica Congo este divizată în 12 departamente. Departamentele sunt divizate în comune și districte. Acestea sunt iar capitalele sunt prezentate în paranteze:
| - Bouenza (Madingou) - Cuvette (Owando) - Cuvette-Ouest (Ewo) - Kouilou (Pointe-Noire) - Lékoumou (Sibiti) |  | - Likouala (Impfondo) - Niari (Loubomo) - Plateaux (Djambala) - Pool (Kinkala) - Sangha (Ouésso) |  |

Acestea au fost reorganizate din regiuni sub forma unor departamente în 2002. Dintre celelalte localități ale Republicii Congo se menționează Etoumbi

## Geografie și climat

Diagramă climatică pentru Brazzaville

Harta a climatului Republicii Congo după clasificarea Köppen.

Congo este localizat în partea central vestică a Africii Subsahariene, de-a lungul ecuatorului. În partea de est și de sud este marginită de Republica Democrată Congo. La vest formează granițe cu Gabon, Camerun și cu Republica Centrafricană la nord, și cu Cabinda (Angola) la sud-vest. Are o coastă scurtă la Oceanul Atlantic. Capitala, Brazzaville, este localizată pe Fluviul Congo, în sudul țării, peste râu aflându-se Kinshasa, capitala Republicii Democrate Congo. Sud vestul țării este o câmpie de coastă care este drenată de Râul Kouilou-Niari; interiorul țării constă într-un platou cuprins între două bazine la sud și la nord. Pădurile sunt sub o presiune crescândă a exploatărilor.
Deoarece țara este situată pe Ecuator, climatul este constant tot timpul anului, cu temperaturii medii ziua 24 °C iar noaptea sunt cuprinse între 16 °C și 21 °C. Precipitațiile medii anuale variază de la peste 1100 mm în partea de sud Valea Niari iar în partea centrală a țării 2000 mm. Sezonul uscat este cuprins între lunile Iunie până în August, în timp ce sezonul ploios are două maxime de precipitații în perioada Martie-Mai și în perioada Septembrie-Noiembrie.
În 2006–07, cercetători de la Wildlife Conservation Society au studiat gorilele din zonele dens împădurite din Districtul Ouesso din Sangha. Ei au estimate un număr de 125.000 care au rămas izolate de oameni datorită mlaștinilor inospitaliere.

## Economie

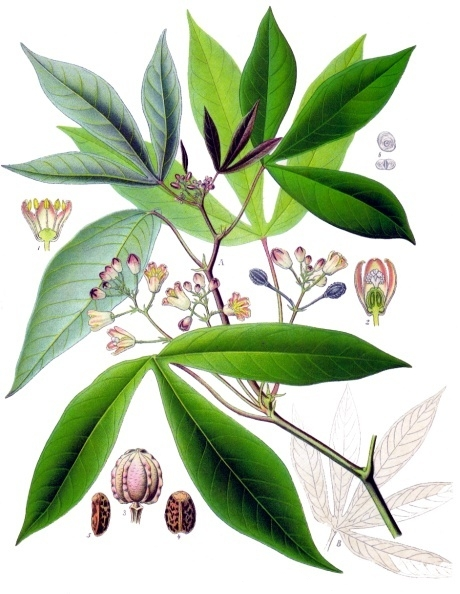
Cassava este o cultură de cereale importantă în Republica Congo.

Economia este o combinație de agricultură de subzistență și artizanat, un sector industrial bazat în mare pe petrol, și un guvern caracterizat de problem economice și de exces de personal. Extragerea petrolului a înlocuit domeniul forestier ca principal susținator al economiei. În 2008, sectorul petrolier a înregistrat 65% din PIB, 85% din veniturile guvernamentale, și 92% din exporturi. Țara are de asemenea mari depozite de minereu neexploatate.  La începutul anilor 1980 creșterea veniturilor obținute din petrol a făcut ca guvernul să finanțeze proiecte mari de dezvoltare, ducând la o creștere a PIB-ului la o medie de 5% pe an, una dintre cele mai mari din Africa. Devalorizarea francului din 12 ianuarie 1994 cu 50% a rezultat o rată a inflației de 46% în 1994, dar inflația este în scădere de atunci.

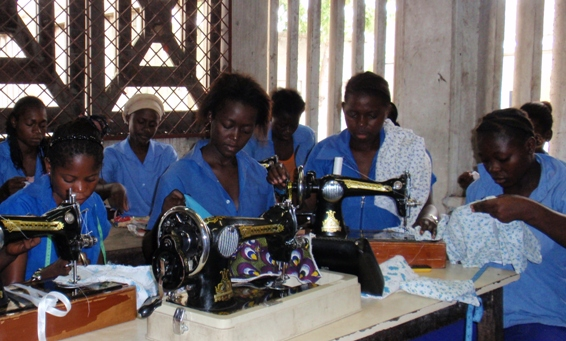
Femei tinere care învață să coasă la mașina de cusut, Brazzaville

Eforturile pentru o reforma în economie au continuat cu ajutorul instituțiilor internaționale, în principal Banca Mondială și Fondul Monetar Internațional. Programul de reformă a fost stopat în 1997 când a izbucnit războiul civil. Când Sassou Nguesso a revenit la putere după încheierea războiului în Octombrie 1997, și-a exprimat public interesul de a relua reformele economice și privatizarea dar și reluarea cooperări cu instituțiile financiare internaționale. Cu toate acestea, progresul economic a fost deteriorate de scăderea prețului petrolului și de reluarea conflictului armat în Decembrie 1998, care a dus la mărirea deficitului  bugetar al republicii.  Administrația din prezent se confruntă cu o pace relativ șubredă și cu probleme economice în reducerea sărăciei, cu toate că prețul petrolului a crescut din 2003. Gazele naturale și diamantele se numară printre exporturile importante din Congo, cu toate că Congo a fost exclusă din Procesul Kimberley în 2004 cu motivul că majoritatea diamantelor exportate erau obținute prin contrabandă din țara vecină Republica Democrată Congo; a fost reprimită în grup în 2007.
De asemenea Republica Congo are depozite metalifere neexploatate de aur, fier, și depozite de fosfați. Guvernul Congolez a semnat o înțelegere de a arenda 200.000 hectare de pământ fermierilor Sud Africani pentru a reduce dependența de importuri.
PIB-ul în Republica Congo a crescut cu 6% în 2014 și se asteaptă să crească cu 7.5% în 2015.

## Transport

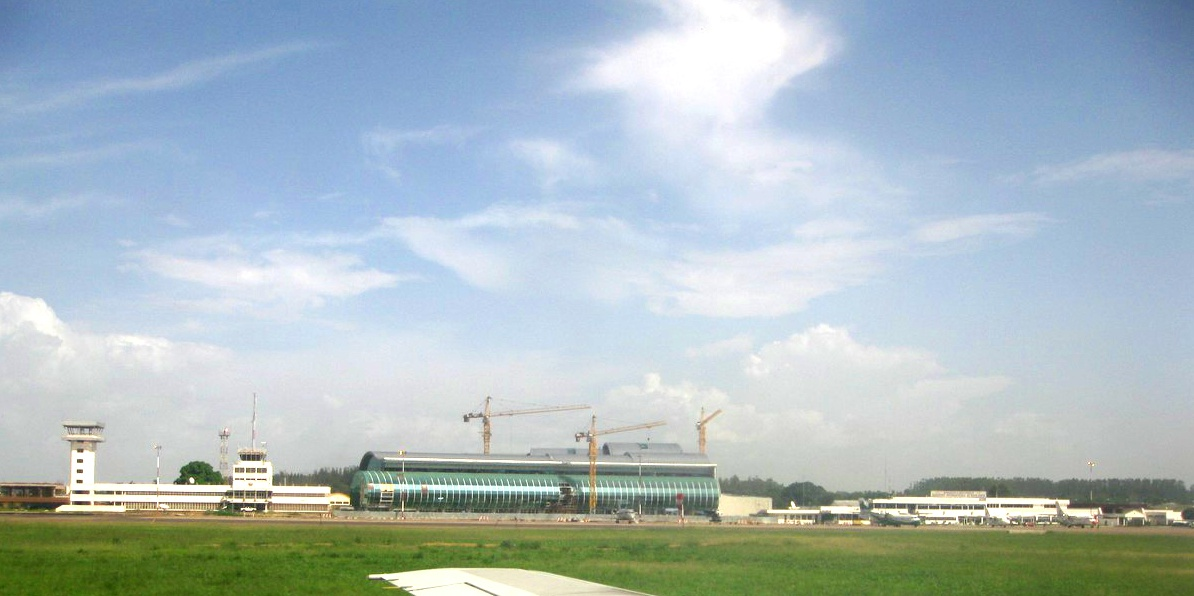
Aeroportul Maya-Maya din Brazzaville.

Transportul în Republica Congo include transport pe uscat, apă și prin aer. Autostrada Congo-Ocean a fost construită de muncitori forțați și este în mare parte functională. Există de asemenea peste 1000 km de drumuri asfaltate și două mari aeroporturi (Aeroportul Maya-Maya și Aeroportul Pointe Noire) care au zboruri către Europa, Africa și Orientul Mijlociu. Țara are de asemenea un port mare la Oceanul Atlantic la Pointe-Noire și altele de-a lugul Fluviului Congo la Brazzaville și Impfondo.

## Demografie
Religia în Republica Congo după Pew Research Center (2011)
     Protestantism (51,4%)
     Romano- Catolici (30,1%)
     Creștini (4,4%)
     Alte religii (14,1%)
Populația rară din Republica Congo este concentrată în partea de sud-vest a țării lăsând vastele zone de junglă tropicală din nord nelocuite. Cu toate că Republica Congo este una dintre cele mai urbanizate țări din Africa cu 70% din populația totală care locuiește în câteva centre urbane, în principal  Brazzaville, Pointe-Noire și în câteva orășele care sunt situate pe lângă autostrada de 534-kilometru (332 mi) care unește cele două mari orașe. În zonele rurale comețul și activitațile industriale au scăzut rapid în ultimii ani, lăsând economia rulală să depindă de guvern.
Din punct de vedere etnic și lingvistic populația din Republica Congo diferă—Etnologii recunosc 62 de limbi vorbite în țară —dar care pot fi grupate în trei categorii. Kongo sunt cel mai mare grup etnic și însumează în jur de jumatate din populația țării. Cea mai importantă minoritate sunt grupul etnic Laari în Brazzaville și regiunea Pool și Vili pe lângă Pointe-Noire și de-a lungul coastei Atlanticului. Al doilea cel mai mare grup sunt Teke care trăiesc în zona de nord de  Brazzaville reprezentând 17% din populație. Boulangui (M’Boshi) locuiesc în partea de nord-vest și în Brazzaville și reprezintă 12% din populație. Pigmeii reprezintă 2% din populația Republicii Congo.
Înainte de războiul din 1997, în jur de 9.000 Europeni și alți non-africani locuiau în Congo, marea majoritate fiind Francezi; doar foarte puțini dintre aceștia au rămas.
Conform CIA World Factbook, populația din Republica Congo din punct de vedere confesional sunt în mare o combinație de Catolici (33.1%), Awakening Luterani (22.3%) și alți Protestanți (19.9%). Adepți ai Islamului însumează doar 1.6%, aceasta se datorează influxului de muncitori străini din centrele urbane.
Conform unui studiu din 2011–12, rata fertilității totale era de 5.1 copii născuți pe femeie, cu 4.5 în zonele urbane și 6.5 în zonele rurale.

### Sistemul de sănătate
Cheltuielile publice pe sănatate din 2004 au însumat 8.9% din PIB. În 2012 persoanele infectate cu HIV/SIDA era de 2.8% la persoanele cu vărste cuprinse între 15 și 49 de ani. Cheltuielile pentru sănătate au fost de 30 de dolari pe cap de locuitor în 2004. O mare parte din populație este subnutrită, malnutriția fiind o problemă în Congo-Brazzaville. Erau 20 de doctori la 100.000 de persoane în decada anilor 2000.
În 2010 mortalitatea infantilă era de 59.34 morți/1,000 născuți vii.

## Cultură
Cultura Congoleză a fost influențată de o mare varietate de peisaje natural întinzându-se de la câmpiile savanei în Niari de Nord unde se găsesc păduri inundate până la Fluviul Congo, la munții accidentați și pădurile din Mayombe, dar și 170 Km de plaje la Oceanul Atlantic. Prezența numeroaselor grupuri etnice și structuri politice (Imperiul Kongo, Regatul Laongo al regelui Teke) a oferit o diversitate a tradițiilor culturale dar și a curentelor artistice antice. Statuile Bembe care sunt foarte expresive în ciuda dimensiunilor reduse, măștile ciudate ale populației Punu și Kwele, relicvariile Kinabalu, cimitire interesante, cu morminte monumentale, țara Lari. Congolezii au o importantă moștenire arhitecturală colonială. Și duc mari eforturi pentru a restaura aceste artefacte, cel puțin în Brazzaville.
Turismul este o resursa neimportantă în Congo, facilitățile din Pointe-Noire și Brazzaville duc lipsa unei rețele de comunicare eficiente și coerente. Multe situri sunt greu de vizitat, paradoxal, unele dintre cele mai populate și dezvoltate regiuni din Sud sunt adesea foarte puțin accesibile. De exemplu masivul Munții Chaillu sunt aproape imposibil de vizitat.
Mulți cântăreți congolezi au dus imaginea țării în cele mai înderpărtate locuri de pe glob: rapperul franco-congolez Passi care este cunoscut în Franța datorită unor albume care au avut succes cum ar fi “Temptation” cu piesa faimoasă "I zap and I mate", făra să-l uitam pe M'Passi din fostul grup Melgroove, rapperii Calbo of Arsenik group, Ben J of Neg Marrons, Mystic, RCFA, The group Bisso Na Bisso si Casimir Zao.
În republica Congo sunt mai mulți scriitori recunoscuți în Africa și în zonele vorbitoare de limba franceză: Alain Mabanckou, Jean-Baptiste Tati Loutard, Jeannette Ballou Tchichelle, Henri Lopes, Lassy Mbouity și Tchicaya U Tam'si.

### Educație

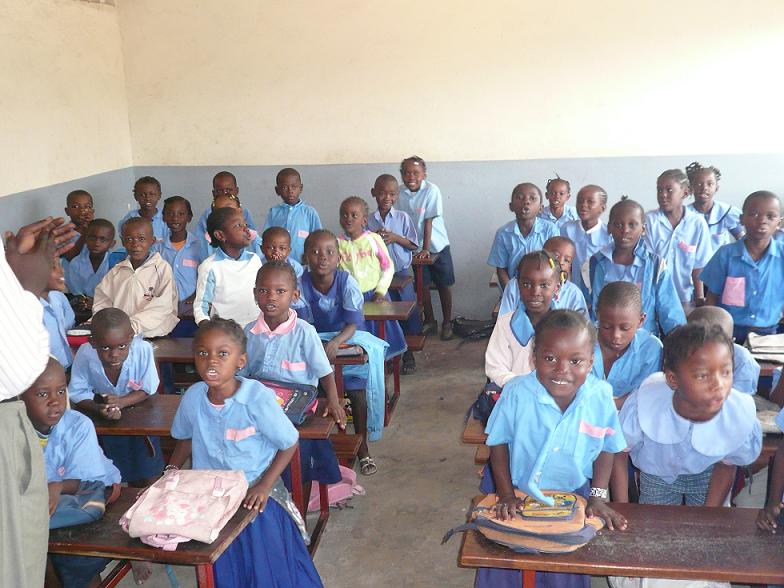
Școlari în clasă, Republica Congo

Cheltuielile publice pentru educație au fost mai mici în perioada 2002-05 decât în 1991. Școala este gratuită și obligatorie pentru copiii între 6 și16 ani, dar în practică există cheltuieli. Înscrierile în clasa primară erau de 44% în 2005, mult mai mici decât 79% în 1991. Elevii care termină șase ani de școală primară și șapte ani de școală secundară obțin o diplomă de bacalaureat. În țară există universități. La universitate, studenții obțin o diplomă de licență în trei ani și un master după patru ani. Universitatea Marien Ngouabi—care oferă cursuri de medicină, drept și alte domenii—este singura universitate publică din țară. Cursurile se predau în limba franceză iar sistemul copiază în mare parte sistemul din Franța. Infrastructura educațională a fost afectată serios în urma crizelor politice și economice. Nu există scaune în majoritatea claselor și astfel copii trebuie să stea pe podea. Întreprinzătorii au înființat școli private, dar de multe ori le lipsește pregătirea tehnică și cunoștințele despre curricula națională și astfel le lipsește eficacitatea.  Familiile de multe ori își înscriu copii la școli private după care constată că nu pot plăti școlarizarea.

## Alte lecturi
- Maria Petringa, Brazza, A Life for Africa (2006) ISBN 978-1-4259-1198-0